# راسوی کوهی
راسوی کوهی (نام علمی: Mustela altaica) نام یک گونه از سرده راسو است که در کوه های قاره آسیا در آسیای مرکزی،روسیه،کره شمالی،چین ،و شمال هند یافت می شود.این راسو دارای شش زیرگونه توصیف شده است.

## زیستگاه
راسو کوهی عمدتاً در کوه هایی با ارتفاع ۳۵۰۰ متر یا بیشتر زندگی می کند.با این حال ممکن است در تایگاهای مختلط و استپ های کوهستانی،یا بالای خط الوار در میان انبوه سنگ ها هم یافت شود.اما مشاهدات نشان می دهد که این گونه می تواند در محدوده وسیع تری از زیستگاه ها مانند تپه های ماسه ای، میان نیزارها،و غیره نیز زندگی کند. آنها در برخی اوقات در نزدیکی سکونتگاه‌های انسان هم زندگی می کنند.راسو های کوهی معمولا در شکاف‌های سنگ، در میان ریشه‌های درختان،یا در لانه‌های جوندگان لانه می کنند.

## توصیف ظاهری و طول عمر
طول سر و بدن نرها ۲۲ تا ۲۹سانتی متر و دم آن ۱۱ تا ۱۵سانتی متر است. نرها می توانند از ۲۱۷ تا ۳۵۰ گرم وزن داشته باشند.ماده ها نسبتا کوچک تر هستند اندازه ماده ها ۲۲ تا ۲۵ سانتی متر و دم آن ۹ تا ۱۲ سانتی متر است. وزن ماده ها از ۱۲۲ تا ۲۲۰ گرم است.
این گونه در فصل بهار و پاییز پوست اندازی می کند.پوست زمستانی در پشت مایل به زرد تیره تا قهوه ای مایل به قرمز است. رنگ گلو و شکم هم زرد کم رنگ تا سفید مایل به کرمی است.رنگ بین پوزه و گوش معمولاً خاکستری مایل به قهوه ای تیره تر است.خز تابستانی خاکستری تا قهوه ای مایل به خاکستری، با مقداری زرد روشن است. لب های این راسوها هم سفید است‌.راسوی کوهی بین ۷ تا ۱۰ سال عمر می کند.

## رفتار و عادات غذایی
راسوی های کوهی عمدتاً شبگرد هستند.اما گاهی اوقات در طول روز شکار هم می‌کنند. آنها بسیار سریع و چابک هستند و قادر به شناکردن،بالا رفتن از درخت، و همچنین دویدن با سرعت زیاد هستند. هنگامی که این حیوانات با خطر مواجه می شوند، ممکن است صدای جیر جیر بلندی تولید کنند و ترشحات بدبویی را از غدد مقعدی خود خارج کنند.
اطلاعاتی در مورد اجتماعی بودن این گونه در دسترس نیست اما اکثر اعضای این جنس به جز جفت گیری و تداوم معاشرت همزادان تا پایان تابستان اول نسبتاً منفرد هستند.
اگرچه سیستم جفت گیری این گونه شرح داده نشده است ولی بنظر می رسد با سایر گونه های راسو تفاوت چندانی ندارد.سایر گونه های این جنس معمولاً چند همسر هستند. نرها برای دسترسی به ماده ها، با هم رقابت می کنند و برخی از دعواهای آنها می تواند بسیار شدید باشد.طبق مشاهدات در آسیای میانه (قزاقستان) جفت گیری در فوریه یا مارس اتفاق می افتد. بارداری ۳۰تا ۴۹ روز طول می کشد. تغییرپذیری گزارش شده برای طول بارداری ممکن است به دلیل لانه گزینی تاخیری تخمک های بارور شده باشد‌.فرزندان این راسو می تواند ۱تا ۸ توله باشند شیردهی ۲ ماه طول می کشد و در این مدت مادر از فرزندان خود مراقبت می کند تا بزرگ شوند پس از آن جوانان شروع به زندگی مستقل می کنند اما تا پاییز در کنار همزاد خود باقی می مانند.
اگرچه زمان بلوغ تولیدمثلی در این گونه گزارش نشده است، اما این احتمال وجود دارد که مانند سایر اعضای این جنس جوان ها بتوانند در فصل بعد زمانی که کمی کمتر از یک سال سن دارند تولید مثل کنند‌.
موش ها بخش عمده ای از رژیم غذایی راسو کوهی را تشکیل می دهند. این حیوانات همچنین ممکن است مشک ها، سنجاب های زمینی، خرگوش های جوان، پرندگان کوچک، مارمولک ها (در ماه های تابستان) و تا حدی قورباغه ها، ماهی ها و حشرات را شکار کنند.همچنین مشاهده شده است که در برخی از مناطق توت های عرعر را می خورد. مشاهدات در اسارت نشان می دهد، که نیاز روزانه به گوشت ۴۵ تا ۵۴ گرم (۳تا۴موش اهلی) در یک نر بالغ است اگرچه ممکن است در طبیعت به میزان قابل توجهی بیشتر از این هم باشد. هنگامی که جوندگان فراوان هستند تصور می شود که این حیوانات فقط خون و مغز را می خورند، این راسو ها ممکن است توسط جغد ها و شاهین ها شکار شوند.